# Jiang Jiemin
Jiang Jiemin (* 1954) ist ein ehemaliger chinesischer Manager.

## Leben
Jiang studierte Wirtschaftswissenschaften an der University of Shandong. Im Jahre 2000 wurde er Jiang Vizegouverneur der chinesischen Provinz Qinghai. Von 2006 bis zum März 2013 war er Chef der China National Petroleum Corporation, anschließend Direktor der Behörde für die Verwaltung der Staatsbetriebe (State-owned Assets Supervision and Administration Commission of the State Council - SASAC). Doch schon ein halbes Jahr später, im September 2013, wurde er der Korruption beschuldigt und amtsenthoben. Im Oktober 2015 wurde er deswegen zu 16 Jahren Haft verurteilt.